# Isla Gasparillo
Gasparillo es una pequeña isla en la República de Trinidad y Tobago. Es una de las "Islas Bocas", que se encuentran en las llamadas Bocas del Dragón entre la isla principal de Trinidad y Venezuela. La isla está deshabitada.
Gasparillo está en realidad compuesta por dos pequeñas islas separadas por varios metros de rocas. No obstante, la segunda isla es muy pequeña y no fue nombrada independientemente. La isla principal es de un poco más de 200 metros, pero es muy estrecha, con menos de 50 metros en su punto más ancho, aproximadamente de 8000 m² de superficie.
Es igual que la mayoría de las islas de alrededor de la península de Paria, la isla está compuesta de bosque seco, y cuevas de piedra caliza. Varias especies de aves anidan en la isla, en especial en la parte oriental de la isla.